# Dragotin Kette
Dragotin Kette (19 janvier 1876-26 avril 1899) est un poète carniolien impressionniste et néoromantique. Avec Josip Murn, Ivan Cankar, et Oton Župančič, il est considéré comme le fondateur du modernisme en littérature slovène.